# Titanideum frauenfeldii
Titanideum frauenfeldii är en korallart som först beskrevs av Rudolf Albert von Kölliker 1865.  Titanideum frauenfeldii ingår i släktet Titanideum och familjen Anthothelidae. Inga underarter finns listade i Catalogue of Life.